# Acura
Акјура (јап. アキュラ, енгл. Acura) је јапанска марка спортских и луксузних аутомобила, произведених у саставу концерна Хонда.
Први пут се појавила на тржиштима САД и Канаде марта 1986. године, као први јапански произвођач луксузних аутомобила са високим перформансама. На тржишту Хонгконга појавила се 1991, Мексика 2004, Кине 2006, Русије 2014. године. У Јапану је требало да се појави 2008. године, али је одложено због светске економске кризе.
Од свог оснивања, Акјура је била пионир у аутомобилској индустрији. Успех првог водећег возила компаније под називом Legend крајем осамдесетих година 20. века инспирисала је многе друге јапанске произвођаче аутомобила, попут Тојоте и Нисана да покрену своје луксузне брендове, Лексус и Инфинити.

## Галерија
- Acura Legend
- Acura NSX
- Acura TL
- Acura ILX